# Solidarity Federation
Solidarity Federation (SolFed), Federazione Solidaria, è una federazione anarchica attiva in Gran Bretagna. L'organizzazione si basa sull'anarcosindacalismo per sopprimere il capitalismo e lo Stato. Nel 1994 adottò il nome attuale, che fino a prima era Direct Action Movement (DAM), formato nel 1979.

## Direct Action Movement
Il DAM si formò nel 1979, quando gli anarcosindacalisti in Gran Bretagna (includendo la Syndicalist Workers Federation) decisero di scindersi dalla Anarchist Federation (distinta dall'attuale Anarchist Federation, nata dalla Anarchist Communist Federation fondata nel 1986) per delineare una strategia sindacalista.
Il DAM era molto presente negli scioperi dei minatori ed in alcuni conflitti nati negli anni 1980. Tra questi il conflitto di Ardbride ad Ardrossan, Scozia, includendo un fornitore di Laura Ashley, per la quale il DAM ottenne solidarietà internazionale. A partire dal 1988 in Scozia, poi in Inghilterra e nel Galles, il DAM è stato molto attivo nell'opposizione al Poll Tax.  Nei primi anni novanta, i membri del DAM fondarono il Despatch Industry Workers Union, che organizzò con successo i lavoratori delle aziende postali locali.
L'organizzazione partecipò anche nell'Anti-Fascist Action (AFA), un'iniziativa del gruppo marxista Red Action e del DAM, che nacque per combattere fisicamente a vari gruppi fascisti e dell'estrema destra britannica. Spesso si sono verificati conflitti con il Fronte Nazionale Britannico e con il Partito Nazionale Britannico. Le attività antifasciste nelle località di Liverpool, Yorkshire, Bristol e Norwich erano particolarmente influenzate dai locali anarchici. Inoltre gli anarchici, in particolare il DAM, furono i primi a criticare i motivi e le tattiche antifasciste della Searchlight magazine. 

## Solidarity Federation
Nel marzo del 1994, il DAM cambiò il suo nome in Solidarity Federation ed iniziò a pubblicare la rivista trimestrale Direct Action. Inoltre le organizzazioni locali iniziarono a pubblicare dei propri bollettini di notizie.
SolFed è la sezione britannica dell'Asociación Internacional de los Trabajadores, l'internazionale anarcosindacalista, e assieme alla Anarchist Federation e Class War è una delle organizzazioni anarchiche attuali più grandi del Regno Unito.
I membri del SolFed che lavorano nello stesso settore formano delle reti per promuovere la solidarietà tra lavoratori con l'azione diretta. Allo stato attuale esistono due reti attive.

## Federalismo
La Solidarity Federation si organizza secondo i principi del federalismo anarchico. La base delle federazioni sono i gruppi locali autonomi, gruppi di affiliati in una determinata area geografica. Questi gruppi locali si uniscono come Confederazioni per formare la organizzazione nazionale. Questo modello organizzativo si manifesta soprattutto nelle conferenze nazionali, dove ogni gruppo locale sceglie un delegato come rappresentante. I delegati non possono partecipare nelle conferenze in modo indipendente, ma si devono attenere al mandato del gruppo che rappresentano. La conferenza nazionale è il più alto organo decisionale presente nell'organizzazione.
Su scala internazionale, la SolFed è la sezione Britannica dell'Asociación Internacional de los Trabajadores (AIT), una federazione anarcosindacalista internazionale. 